# Vitória (Seicheles)
Vitória (em inglês: Victoria; também conhecida como Porto Vitória, Port Victoria, Mahé ou Vitória das Seicheles) é a capital e maior cidade das Seicheles, estando situada no nordeste da ilha de Mahé. A cidade foi fundada como sede do governo colonial britânico. As suas coordenadas são 4° 37' Sul, 55° 27' Este (-4.61667, 55.45).

## Economia
O turismo é uma importante atividade econômica na cidade, como no país como um todo, e suas principais exportações são baunilha, cocos, óleo de coco, pesca, e guano. Pontos importantes da cidade incluem o Aeroporto Internacional de Seicheles, completado em 1971, um jardim botânico e um instituto politécnico.
Uma importante ponte de Vitória foi destruída pelo Terramoto do Índico de 2004.